# Cian O'Sullivan
Pour les articles homonymes, voir O'Sullivan.
Cian O'Sullivan en Anglais, ou Cian Ó Súilleabháin en Irlandais, (né en 1988 à Dublin dans la province du Leinster est un joueur Irlandais de Football gaélique, il évolue habituellement au  poste de milieu mais peut également évoluer sur un poste de milieu défensif (half-back) et dispute les compétitions inter-comtés sous les couleurs de Dublin, il joue également pour le club de Kilmacud Crokes.

## Palmarès
Collectif
- 4 Leinster Senior Football Championship (2009, 2011, 2012, 2013)
- 2 All-Ireland Senior Football Championship (2011, 2013)
- 1 Ligue nationale de football gaélique (2013)

Individuel
- 1 All Stars Award (2013)